# Bảo tàng vùng Puck

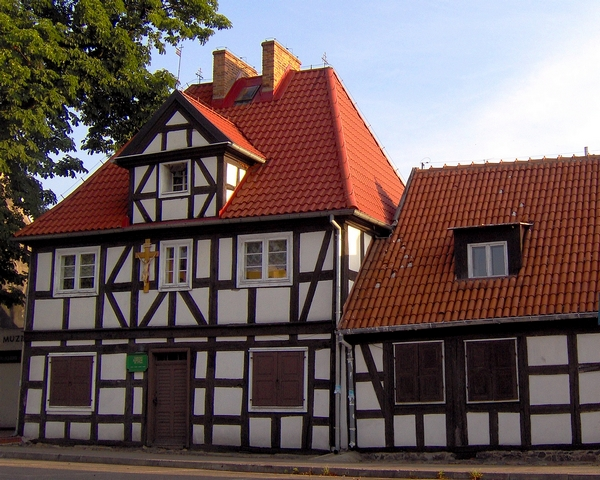
Xây dựng bảo tàng, trước đây là bệnh viện, được xây dựng vào năm 1681

Bảo tàng Florian Ceynowa của vùng Puck (tiếng Ba Lan: Muzeum Ziemi Puckiej im. Floriana Ceynowy w Pucku Floriana Ceynowy w Pucku) là bảo tàng giới thiệu di sản văn hóa của vùng Puck. 
Nó bắt nguồn từ Trạm thu thập các giá trị văn hóa và phổ biến kiến thức về khu vực Kashubia, được thành lập vào năm 1970. Trạm đã thực hiện nghiên cứu khoa học và thu thập các hiện vật lịch sử liên quan đến khu vực.
Năm 1975, Bộ môn Dân tộc học của Trạm được mở, và năm 1976 là Bộ môn Lịch sử. Vào cuối những năm 1970, do phát hiện khảo cổ về cảng thời trung cổ, Khu khảo cổ đã được hình thành.
Năm 1980, Trạm đã được công nhận là bảo tàng và trở thành "Bảo tàng của vùng Puck"
Từ năm 1973 Trạm (sau này là Bảo tàng) được tổ chức tại bệnh viện cũ và nhà dưỡng lão, có nguồn gốc từ năm 1681. Vào năm 1987, bảo tàng đã mở hai phần khác: khu nhà ở gần quảng trường chính của thành phố (Khu chợ) chứa các triển lãm của một vật phẩm khảo cổ và lịch sử và bảo tàng ngoài trời "Gbursk Croft" ở Nadole cho thấy cuộc sống của gia đình nông dân giàu có. Trong toàn nhà bệnh viện vẫn là một phần của bảo tàng.
Trong dịp kỷ niệm 30 năm của bảo tàng được đặt tên là Bảo tàng Florian Ceynowa khu vực Puck ở Puck để tưởng nhớ bác sĩ, nhà văn và nhà chính trị Florian Ceynowa - Kashubian.